# Liste der Monuments historiques in Avon-la-Pèze
Die Liste der Monuments historiques in Avon-la-Pèze führt die Monuments historiques in der französischen Gemeinde Avon-la-Pèze auf.

## Liste der Objekte
| Bezeichnung                | Beschreibung                                                                         | Standort                         | Kennzeichnung | Schutzstatus | Datum | Bild |
| -------------------------- | ------------------------------------------------------------------------------------ | -------------------------------- | ------------- | ------------ | ----- | ---- |
| Engelsskulptur             | Eichenholz, 17. Jahrhundert                                                          | in der St-Pierre-ès-Liens (Lage) | PM10003035    | Classé       | 1908  |      |
| Hauptaltar                 | Retabel mit Szenen aus dem Leben Christi; Kalkstein, farbig gefasst, bezeichnet 1544 | in der St-Pierre-ès-Liens (Lage) | PM10000102    | Classé       | 1908  |      |
| Skulptur Heiliger Fiacrius | Kalkstein, farbig gefasst, 17. Jahrhundert (im Bild rechts)                          | in der St-Pierre-ès-Liens (Lage) | PM10000105    | Classé       | 1908  |      |
| Skulptur Heiliger Eligius  | Kalkstein, farbig gefasst, 16. Jahrhundert (in der Bildmitte)                        | in der St-Pierre-ès-Liens (Lage) | PM10000104    | Classé       | 1908  |      |
| Skulptur Madonna mit Kind  | Kalkstein, farbig gefasst, 16. Jahrhundert                                           | in der St-Pierre-ès-Liens (Lage) | PM10003034    | Classé       | 1908  |      |
| Skulptur Petrus            | Kalkstein, farbig gefasst, 17. Jahrhundert                                           | in der St-Pierre-ès-Liens (Lage) | PM10003036    | Classé       | 1908  |      |
| Pietà                      | Kalkstein, farbig gefasst, 16. Jahrhundert                                           | in der St-Pierre-ès-Liens (Lage) | PM10000106    | Classé       | 1908  |      |
| Skulptur Heilige Katharina | Kalkstein, farbig gefasst, 16. Jahrhundert                                           | in der St-Pierre-ès-Liens (Lage) | PM10000103    | Classé       | 1908  |      |